# Taenaris dinora
Taenaris dinora är en fjärilsart som beskrevs av Grose-smith och Kirby 1896. Taenaris dinora ingår i släktet Taenaris och familjen praktfjärilar. Inga underarter finns listade i Catalogue of Life.